# Yoshiyuki Matsuoka
Yoshiyuki Matsuoka, jap. 松岡義之 (ur. 6 marca 1957 w prefekturze Hyōgo) – japoński judoka wagi półlekkiej (do 65 kg).
W Los Angeles w 1984 został mistrzem olimpijskim, pokonując w finale reprezentanta Korei Południowej Hwang Jung-oha. Do jego osiągnięć należą również dwa medale mistrzostw świata – srebrny (Moskwa 1983) i brązowy (Seul 1985). Wywalczył także trzy medale mistrzostw Japonii: złoty (1985), srebrny (1984) oraz brązowy (1983).